# 아르메니아군

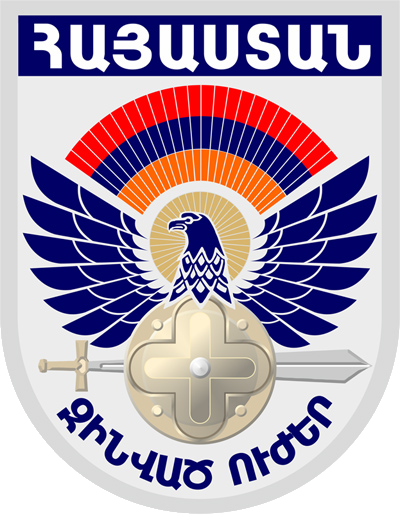

아르메니아군(아르메니아어: Հայաստանի զինված ուժեր)은 아르메니아의 국군으로 제1공화국 시절인 1918년 5월 28일에 창설되었으나 소련에게 합병된 후 해산되었다. 이후 소련의 
해체로 아르메니아가 독립한 후 1992년 1월 28일 국방부의 설립과 함께 다시 창설되었다. 아르메니아 육군과 아르메니아 공군으로 구성되어 있으며, 내륙국이기 때문에 해군은 존재하지 않는다. 총사령관은 아르메니아의 총리인 니콜 파시냔이다. 국방부 소속 국경경비대는 아르메니아의 조지아와 아제르바이잔과의 국경을 순찰한다. 2002년부터 아르메니아는 집단 안보 조약 기구의 회원국이 되었다.